# Josja Bolks
Josja Bolks (19 december 1977) is een voormalig voetballer die actief was bij FC Zwolle. Tegenwoordig is hij speler bij SDV Barneveld.